# Mario Burlé
Mario David Burlé Delva (n. Coquimbo, 25 de diciembre de 1957) es un abogado y político chileno, exintendente de la Región de Coquimbo entre noviembre de 2012 y agosto de 2013. Anterior a este cargo fue el Secretario Regional Ministerial de Bienes Nacionales de la Región de Coquimbo.
El 12 de agosto de 2013 el gobierno le solicitó la renuncia al cargo de intendente de la Región de Coquimbo. En julio de 2016 fue presentado por Chile Vamos como candidato a concejal de Coquimbo por la UDI.

## Estudios
- Enseñanza básica en la Escuela Aníbal Pinto de Coquimbo
- Enseñanza media en el Liceo A-8 Diego Portales de Coquimbo
- Universidad de Valparaíso